# Cowboy Bebop
Cowboy Bebop (japanska: カウボーイビバップ , Kaubōi Bibappu?) är en japansk animerad TV-serie från 1998. Den producerades av Sunrise och med regi av Shinichirō Watanabe, manusförfattaren Keiko Nobumoto, figurdesignern Toshihiro Kawamoto och kompositören Yōko Kanno. De 26 avsnitten ("sessionerna") i serien utspelas år 2071 och följer livet hos en grupp prisjägare ombord på rymdskeppet Bebop. Cowboy Bebop utforskar filosofiska koncept, inklusive existentialism, existentiell tristess och ensamhet.
TV-serien hade premiär på japanska TV Tokyo, där man på grund av seriens delvis våldsamma och kontroversiella innehåll endast sände 12 avsnitt plus en specialepisod våren och sommaren 1998. Alla 26 avsnitt visades därefter på satellitkanalen WOWOW från hösten 1998 till våren 1999. Animen har även gett upphov till två mangaserier, båda två publicerade i Kadokawa Shōtens tidning Asuka Fantasy DX. Ett par år senare hade en långfilm baserad på animen premiär.
Cowboy Bebop har blivit en kritisk och kommersiell succé, både på sin japanska hemmamarknad och för den internationella publiken (främst i USA). Den har fått motta ett flertal större anime- och SF-utmärkelser för sin stil, sina rollfigurer, berättelse, dubbning, animation och musik. Den ses som en viktig presentatör av en ny 2000-talsvåg av japansk animation för en internationell publik.

## Handling
Året är 2071, och det är ungefär 60 år sedan en olycka vid hyperrymdporten gjorde jorden obeboelig. Därefter har mänskligheten koloniserat de flesta av de inre planeterna och månarna i solsystemet. På grund av en tilltagande brottslighet har ISSP (Intersolsystempolisen) upprättat ett kontraktssystem, där registrerade prisjägare (även benämnda "cowboyer") jagar reda på brottslingar och lämnar över dem till polisen mot en belöning.
Serien kretsar kring ett antal prisjägare som arbetar med bas på rymdskeppet Bebop. Den ursprungliga besättningen består av Spike Spiegel, en landsförvisad före detta torped hos det kriminella Röda Drakens syndikat, och hans partner, den före detta ISSP-polisen Jet Black. Till de två fogar sig successivt Faye Valentine (en svindlare med minnesförlust), Edward Wong (en excentrisk flicka och skicklig hackare) samt Ein (en genförändrad welsh corgi med mänsklig tankeförmåga). Denna grupp blir under seriens gång inblandad olyckor och händelser av mer eller mindre katastrofalt slag, där de jagar, jagas, får slut på mat eller bränsle eller ställs mot ansikten och händelser ur sitt förflutna. Detta inkluderar Jets skäl för att lämna polisen och Fayes förflutna som jordkvinna som efter en olycka måste acceptera att bli nedfrusen för att hennes liv ska kunna räddas.

### Rollfigurer
Animens rollfigurer skapades av Watanabe och figurdesignern Toshihiro Kawamoto. Watanabe föreställde sig varje enskild figur som en förlängning av sin egen personlighet – eller som en motsats till honom själv. Alla de viktigare figurerna skapades som några som inte kunde passa in i det vanliga samhället. Kawamoto formgav figurerna så att de lätt kunde skiljas från varandra. Alla huvudfigurerna kännetecknas av en djup känsla av ensamhet eller resignation över sitt öde. Huvudfigurerna har ytliga likheter med de centrala rollfigurerna i animeserien Lupin III, även om de har mer komplexa personligheter och mer historia bakom sig.:81

## Produktion

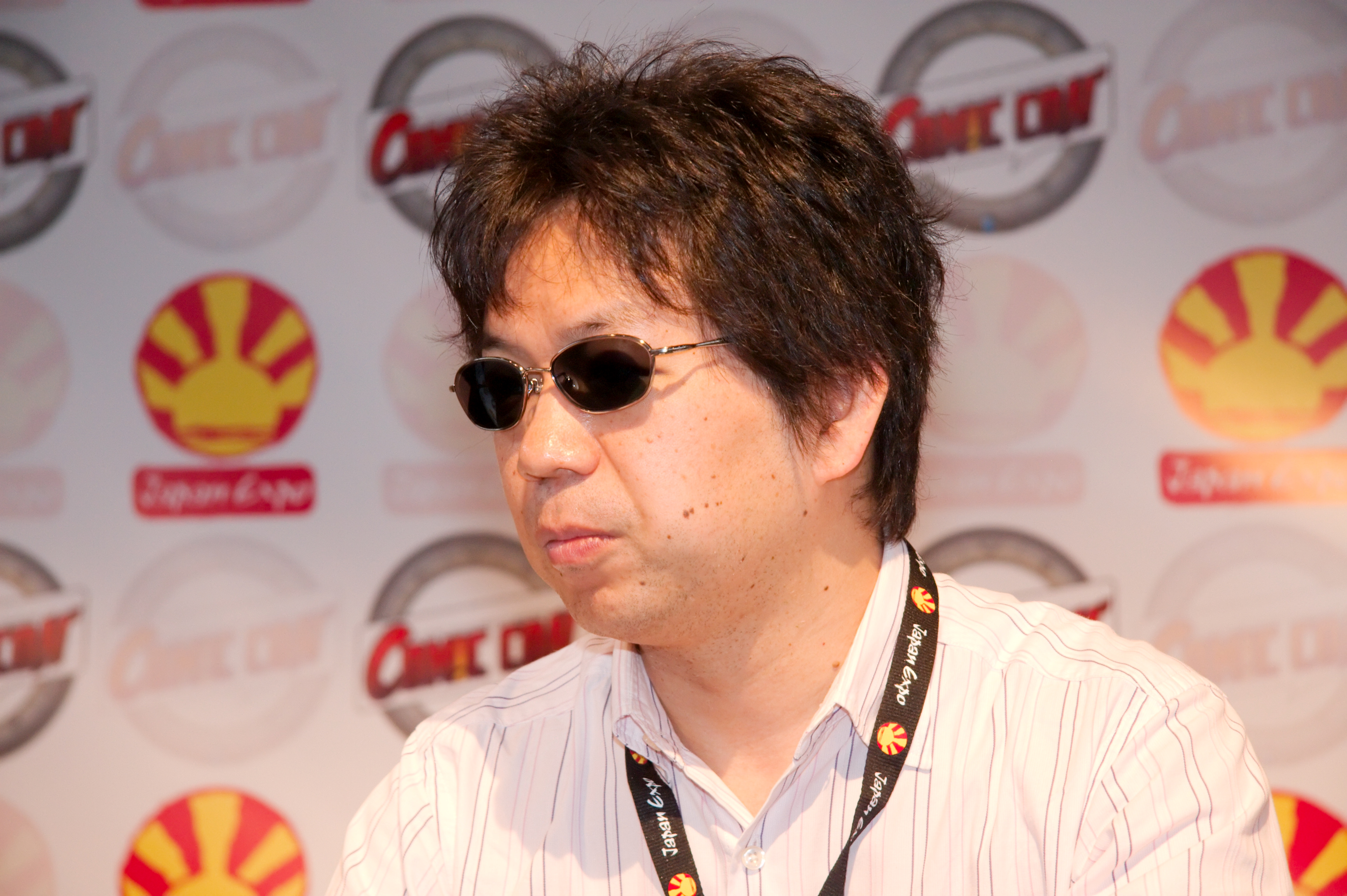
Regissören Shinichirō Watanabe, vid 2009 års Japan Expo.

Cowboy Bebop producerades av animationsstudion Sunrise efter manus av Hajime Yatate, en pseudonym använd för kollektiva bidrag från Sunrises animatörsgrupp. Ledaren för det kreativa teamet var regissören Shinichirō Watanabe, dessförinnan mest känd för att ha regisserat Macross Plus och Mobile Suit Gundam 0083: Stardust Memory.

### Koncept
Cowboy Bebop var Watanabes första projekt som ensam ansvarig regissör. Hans originalkoncept gällde en långfilm, och under produktionens gång behandlade han varje enskilt avsnitt som en enskild kortfilm.  Watanabes huvudsakliga inspirationskälla för Cowboy Bebop var Lupin III, en kriminalserie men en gentlemannatjuv i ledningen för en liten liga.

### Musik

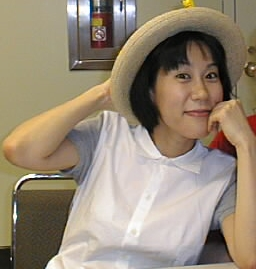
Musikskaparen Yōko Kanno, fotograferad 1999.

Musiken till Cowboy Bebop komponerades av Yōko Kanno. Kanno bildade blues- och jazzgruppen Seatbelts, för att kunna spela seriens musik. Enligt Kanno var musiken det första i hela produktionen, och den skrevs och producerades innan de flesta rollfigurer, den mesta handlingen och animationen hade gjorts. De genrer som användes var western, opera och jazz. Regissören Watanabe noterade att Kanno inte gjorde musiken så som han hade bett henne göra den. Med hans ord "inspireras hon på egen hand, följer sina egna inre bilder och kommer till mig med 'det är den här sången vi behöver för Cowboy Bebop'."
Watanebe har också förklarat att han kunde hämta inspiration från att lyssna på Kannos musik, vilket gav upphov till nya scener. De nya scenerna gav i sin tur Kanno idéer till ny musik. Han beskrev sitt samarbete med Kanno "som att leka tafatt". Sedan animeseriens premiär har Kanno och Seatbelts producerat sju ytterligare album med filmmusik, två singlar och EP-skivor, samt två samlingsskivor.

## Distribution

### Anime
| Avsnitt av animen Cowboy Bebop | Avsnitt av animen Cowboy Bebop                                    | Avsnitt av animen Cowboy Bebop                                     | Avsnitt av animen Cowboy Bebop | Avsnitt av animen Cowboy Bebop |
| Avsnitt | Originaltitel                                                     | Engelsk titel                                                      | TV-premiär (TV Tokyo)          | TV-premiär (WOWOW)             |
| --- | ----------------------------------------------------------------- | ------------------------------------------------------------------ | ------------------------------ | ------------------------------ |
| 1 | Asteroid Blues (アステロイド・ブルース)                           | idem ('Asteroidblues')                                             | -                              | 1998-10-24                     |
| (Resumé:) I en återblick följer vi Spike Spiegel, där han väntar vid en kyrka med en blombukett i handen. Han går dock sin väg när kyrkklockorna börjar ringa. I nuet visas sedan Spike (numera en prisjägare) och hans partner Jet Black, som ombord på deras rymdskepp Bebop färdas mot asteroidkolonin Tijuana i sin jakt på den efterlyste Asimov Solensan. Asimov har dödat medlemmar av sitt eget brottssyndikat och stulit ett hemligt lager av den farliga stridsdrogen "Bloody-Eye". De båda prisjägarna stöter på både Asimov och dennes flickvän Katerina. Efter diverse strider flyr Asimov och Katerina, jagade av både Spike (i en satellitfarkost) och polisskepp. De båda rymlingarna avlider, och avsnittet avslutas med att Spike och Jet fortsätter sin färd genom rymden i Bebop. |                                                                   |                                                                    |                                |                                |
| |                                                                   |                                                                    |                                |                                |
| 2 | Norainu no Strut (野良犬のストラット)                             | Stray Dog Strut ('Asteroidblues')                                  | 1998-04-03                     | 1998-10-31                     |
| Spikes och Jets nästa jakt för dem till Mars och en Abdul Hakim, som är efterlyst för att ha stulit ett värdefullt försöksdjur. För att undvika att bli infångad har Hakim genomfört en plastikoperation. Vid ett barbesök blir Hakims väska (med djuret i) i sin tur stulen; tjuven försöker förgäves sälja fyndet i en djuraffär, där han råkar på Spike. När väskan till slut öppnas visar den sig innehålla en welsh corgi. Därefter följer en flerfaldig jakt, efter att hunden rymt och får både Hakim, Spike och skum laboratoriepersonal efter sig. Efter ett antal förvecklingar (där försöksdjuret visar några av sina nyvunna talanger) tappar Spike spåret efter Hakim. Han får till slut nöja sig med welsh corgin, vilken han något motvilligt för med sig tillbaka till Bebop. Hunden går under namnet Ein. |                                                                   |                                                                    |                                |                                |
| |                                                                   |                                                                    |                                |                                |
| 3 | Honky Tonk Women (ホンキィ・トンク・ウィメン)                     | idem ('Kvinnor på syltor')                                         | 1998-04-10                     | 1998-11-07                     |
| Med Ein som ny besättningsmedlem stöter gänget på Bebop på Faye Valentine, en efterlyst kvinna med skyhöga spelskulder. Hon tvingas in i rollen som mellanhand vid en illegal penningtransaktion vid ett rymdstationskasino. |                                                                   |                                                                    |                                |                                |
| |                                                                   |                                                                    |                                |                                |
| 4 | Gateway Shuffle (ゲイトウェイ・シャッフル)                        | idem ('Portblandning')                                             | -                              | 1998-11-14                     |
| Efter att ha spelat bort alla sina pengar kommer Faye, medan hon utforskar ett övergivet rymdskepp, över en mystisk resväska. Under tiden är Spike och Jet ute på jakt efter ledaren för Space Warriors, en grupp av ekoterrorister som är beväpnande med ett skräckinjagande biologiskt vapen. |                                                                   |                                                                    |                                |                                |
| |                                                                   |                                                                    |                                |                                |
| 5 | Datenshi-tachi no Ballad (堕天使たちのバラッド)                   | "Ballad of Fallen Angels" ('Ballad över fallna änglar')            | -                              | 1998-11-21                     |
| På prisjakt efter chefen för Röda drakens syndikat råkar Spike på Vicious, en av sina gamla fiender. |                                                                   |                                                                    |                                |                                |
| |                                                                   |                                                                    |                                |                                |
| 6 | Akuma wo awaremu uta (悪魔を憐れむ歌)                             | Sympathy for the Devil ('Sympati för djävulen')                    | -                              | 1998-11-28                     |
| Spike och Jet jagar en farlig fiende. Denne ser ut att vara en liten pojke men är i verkligheten mer än 80 år gammal. |                                                                   |                                                                    |                                |                                |
| |                                                                   |                                                                    |                                |                                |
| 7 | Heavy Metal Queen (ヘヴィ・メタル・クイーン)                      | idem ('Heavy metal-drottning')                                     | 1998-04-17                     | 1998-12-05                     |
| Besättningen på Bebop jagar den efterlyste Decker, som omger sig med kraftiga sprängmedel. Medan Spike försöker bota sin baksmälla stöter han på en fraktpilot vid namn V.T. Denne hatar prisjägare men kommer till slut ändå att ge honom ett handtag. |                                                                   |                                                                    |                                |                                |
| |                                                                   |                                                                    |                                |                                |
| 8 | Waltz for Venus (ワルツ・フォー・ヴィーナス)                      | idem ('Vals för Venus')                                            | 1998-04-24                     | 1998-12-12                     |
| På jakt efter en ligamedlem från Venus stöter Spike på Rocco Bonnaro. Denne är på flykt från samma ligamedlem, efter att han stulit en mycket sällsynt och värdefull växt. Inkomsterna från försäljningen skulle gå till att bekosta den blinda systerns ögonoperation. |                                                                   |                                                                    |                                |                                |
| |                                                                   |                                                                    |                                |                                |
| 9 | Jamming with Edward (ジャミング・ウィズ・エドワード)              | idem ('Improvisation med Edward')                                  | 1998-05-01                     | 1998-12-19                     |
| Bebops besättning tar hjälp av en talangfull hackare som är känd som "Radikale Edward". De vill ha dennes bistånd för att få tag på en efterlyst figur som vandaliserar jordens yta med hjälp av hackade lasersatelliter. När de till slut får träffa den talangfulle medhjälparen blir de något överraskade över vem det är. |                                                                   |                                                                    |                                |                                |
| |                                                                   |                                                                    |                                |                                |
| 10 | Ganymede bojō (ガニメデ慕情)                                      | "Ganymede Elegy" ('Ganymedes-elegi')                               | 1998-05-08                     | 1998-12-26                     |
| Jet är mer än vanligt tystlåten, då Bebop landar på Ganymedes. Det var där han tillbringade sin sista tid som medlem av ISSP (Intersolsystempolisen), och det är där hans före detta flickvän Alisa – som han inte riktigt kunnat glömma - bor. Under tiden är Spike på jakt efter Rhint Celonias, som råkar vara Alisas nye pojkvän. |                                                                   |                                                                    |                                |                                |
| |                                                                   |                                                                    |                                |                                |
| 11 | Yamiyo no Heavy Rock (闇夜のヘヴィ・ロック)                       | "Toys in the Attic" ('Leksaker på vinden')                         | 1998-05-15                     | 1999-01-02                     |
| En märklig plumpliknande varelse med giftigt bett infiltrerar Bebop och ser till så att Jet, Faye och Ein i tur och ordning går ner för räkning. Det är nu upp till Spike och Ed om man ska klara av att få bukt med odjuret och ta reda på var det kommer ifrån. Avsnittet har olika referenser till SF-filmen Alien. Spike använder sig av både en rörelsedetektor och en eldkastare, medan inkräktaren ger sig på besättningsmedlemmarna en i taget. Scenen där Spike lyckas kasta kylskåpet ut i rymden var inspirerad av scenen i Aliens, där Ripley gör sig av med "alienmodern" på ett liknande sätt. Musiksättningen med "Blommornas vals" ur Nötknäpparen påminner om SF-filmen År 2001 – ett rymdäventyr och dess användning av klassisk musik. |                                                                   |                                                                    |                                |                                |
| |                                                                   |                                                                    |                                |                                |
| 12 | Jupiter Jazz (zenpen) (ジュピター・ジャズ(前編))                  | "Jupiter Jazz (Part 1)" ('Jupiterjazz (del 1)')                    | 1998-05-22                     | 1999-01-09                     |
| Faye tömmer besättningens kassaskåp och drar iväg med månen Callisto som mål. Medan Jet är på jakt efter henne, bestämmer sig Spike för att försöka ta reda på var hans före detta flickvän Julia befinner sig. Detta leder honom till ytterligare en konfrontation med Vicious. |                                                                   |                                                                    |                                |                                |
| |                                                                   |                                                                    |                                |                                |
| 13 | Jupiter Jazz (kōhen) (ジュピター・ジャズ(後編))                   | "Jupiter Jazz (Part 2)" ('Jupiterjazz (del 2)')                    | 1998-05-29                     | 1999-01-16                     |
| Faye får hjälp av Gren, en man som har ett horn i sidan till Vicious. Efter att han förklarat sin historia för Faye påbörjas jakten på Vicious, och när han och Spike samtidigt når fram till honom utbryter en intensiv strid alla mot alla. |                                                                   |                                                                    |                                |                                |
| |                                                                   |                                                                    |                                |                                |
| slut på första kūru (cour, dvs. "halvsäsong") |                                                                   |                                                                    |                                |                                |
| |                                                                   |                                                                    |                                |                                |
| 14 | Bohemian Rhapsody (ボヘミアン・ラプソディ)                        | idem ('Böhmisk rapsodi')                                           | 1998-05-29                     | 1999-01-16                     |
| Besättningen på Bebop är på jakt efter "Chessmaster Hex" ('Schackmästaren Hex'), det hemliga geniet bakom en serie av rån vid hyperrymdportarnas tullstationer. De upptäcker i sitt letande mycket viktiga uppgifter om den portolycka som förödde jorden 50 år tidigare. |                                                                   |                                                                    |                                |                                |
| |                                                                   |                                                                    |                                |                                |
| 15 | My Funny Valentine (マイ・ファニー・ヴァレンタイン)               | idem ('Min märklige Valentin')                                     | 1998-06-12                     | 1999-01-30                     |
| Faye råkar på en betydelsefull man från sitt förflutna. Delar av hennes bakgrund avslöjas, inklusive orsaken till hennes enorma skuldsättning. |                                                                   |                                                                    |                                |                                |
| |                                                                   |                                                                    |                                |                                |
| 16 | Black Dog Serenade (ブラック・ドッグ・セレナーデ)                 | idem ('Svarta hundens serenad')                                    | -                              | 1999-01-13                     |
| Ett fångskepp i ISSP-tjänst har fått mekaniskt fel, vilket lett till att det tagits över av fångarna som det fraktar ombord. Bland dem finns Udai Taxim, Syndikatets lönnmördare som tog Jets arm. Jets forne partner Fad rekryterar honom i polisens jakt på myteristerna. Fads motiv visar sig dock inte vara så nobla som man först trott. |                                                                   |                                                                    |                                |                                |
| |                                                                   |                                                                    |                                |                                |
| 17 | Mushroom Samba (マッシュルーム・サンバ)                           | idem ('Svampsamba')                                                | -                              | 2003-10-18                     |
| På Bebop är både maten och bränslet slut och de driver omkring med en hungrande besättning i närheten av Europa. Till slut kraschlandar de dock på Io, där Ed och Ein skickas ut för att leta reda på mat. Duon råkar på Domino Walker, en efterlyst figur som smugglar hallucinogena svampar. |                                                                   |                                                                    |                                |                                |
| |                                                                   |                                                                    |                                |                                |
| 18 | Speak Like a Child (スピーク・ライク・ア・チャイルド)             | idem ('Tala som ett barn')                                         | 1998-06-19                     | 1999-02-27                     |
| Medan Faye slösar bort pengarna på hästkapplöpningar, anländer ett paket adresserat till henne på Bebop. Paketet innehåller en gammal Betamaxkassett, vilket tvingar Spike och Jet ut på en jakt för att leta reda på en lämplig uppspelningsapparat. |                                                                   |                                                                    |                                |                                |
| |                                                                   |                                                                    |                                |                                |
| 19 | Wild Horses (ワイルド・ホーセス)                                  | idem ('Vildhästar')                                                | -                              | 1999-03-06                     |
| Medan Spike har sin ensitsiga "rymdskyttel" på service, jagar Jet och Faye efter en grupp pirater. De använder sig av datorvirus för att terrorisera fraktskepp. |                                                                   |                                                                    |                                |                                |
| |                                                                   |                                                                    |                                |                                |
| 20 | Dōkeshi no Chinkonka (道化師の鎮魂歌)                             | "Pierrot le Fou" ('Galningen Pierrot')                             | -                              | 1999-03-13                     |
| Spike jagas av en galen och vad det verkar oförstörbar lönnmördare vid namn "Pierrou le Fou". Orsaken är att Spike råkat få nys på hans verksamhet. |                                                                   |                                                                    |                                |                                |
| |                                                                   |                                                                    |                                |                                |
| 21 | Boogie Woogie Feng Shui (ブギ・ウギ・フンシェイ)                  | idem ('Boogie-woogie-feng-shui')                                   | -                              | 1999-03-20                     |
| Jet får ett kryptiskt e-brev, vilket sporrar honom till att leta reda på en gammal bekant. Det enda han upptäcker är dock dennes grav, eftersom han försvunnit under mystiska omständigheter. Hans dotter Mei-Fa är fen shui-expert och ber honom om hjälp för att få tag på en "solsten". Kanske kan den leda de båda fram till hennes far. |                                                                   |                                                                    |                                |                                |
| |                                                                   |                                                                    |                                |                                |
| 22 | Cowboy Funk (カウボーイ・ファンク)                                | idem ('Kofösarfunk')                                               | -                              | 1999-03-27                     |
| En terrorist vid namn "Terry Bomber" har nyttjat sprängämnen som han gömt i nallebjörnar för att spränga höghus. Orsaken är att han vill protestera mot mänsklighetens hybris. Spike försöker stoppa honom men råkar ständigt på "Cowboy Andy", en prisjägare som är mer like Spike än någon av de båda vill erkänna. |                                                                   |                                                                    |                                |                                |
| |                                                                   |                                                                    |                                |                                |
| 23 | Brain Scratch (ブレイン・スクラッチ)                              | idem ('Hjärnrispa')                                                | -                              | 1999-04-03                     |
| Utan att meddela de andra ombord har Faye under dold identitet givit sig ut för att infiltrera SCRATCH. Denna kult söker evigt liv genom att digitalisera medlemmarnas själar och ladda upp dem till Internet, vilket lett Faye till att försöka inkassera belöningen på kultledaren Dr. Londes. Faye hamnar dock i farliga situationer, och Spike ger sig ut för att försöka hjälpa henne. Under tiden ägnar sig Jet och Ed åt att leta reda på själve Dr. Londes. |                                                                   |                                                                    |                                |                                |
| |                                                                   |                                                                    |                                |                                |
| 24 | Hard Luck Woman (ハード・ラック・ウーマン)                        | idem ('Oturskvinna')                                               | -                              | 1999-04-10                     |
| På resa mot Mars hamnar Bebop med sin vanliga tur lite snett, denna på gång på jorden. När de ändå är där ger sig Faye ut för att undersöka sitt förflutna, genom att besöka de platser som finns med i videon som postades till henne. Ed hänger med, och hon och Ed hittar fram till ett barnhem som Ed tidigare bott i. De får även information om Eds far. Under tiden ger sig jet och Spike ut på prisjakt och är inte "hemma" när Faye väl återvänder till Bebop. Ett antal resor senare visar sig den efterlyste – ja, själva efterlysningen – ha kopplingar till Ed. Belöningen är inte heller 50 miljoner woolong utan endast 50 woolong. Ed blir återförenad med sin far, fast endast för en kort stund. Denne är uppenbarligen mer intresserad av att kartera jordens yta. Ed bestämmer sig dock för att – återigen – leta reda på sin far och ger sig av för gott, med sin dator och Ein i släptåg; Ein är lite tvehågsen men bestämmer sig till slut för att göra Ed sällskap i det fortsatta letandet. Under tiden upptäcker Faye att hennes barndomshem ligger i ruiner och återvänder besviken till rymdskeppet. |                                                                   |                                                                    |                                |                                |
| |                                                                   |                                                                    |                                |                                |
| 25 | The Real Folk Blues (zenpen) (ザ・リアル・フォークブルース(前編)) | idem ('Den riktiga folkbluesen (del 1)')                           | -                              | 1999-04-17                     |
| På Bebop blir Spike och Jet utsatta för ett överfall av medlemmar av Röda Drakens syndikat. De räddas av Lins bror Shin, vilken förklarar att Vicious försökt ta kontroll över organisationen och därefter blivit dömd till döden. Han meddelar också att alla som har kopplingar till Vicious ska letas upp och dödas. Spike ger sig i en hast av för att leta reda på Julia. |                                                                   |                                                                    |                                |                                |
| |                                                                   |                                                                    |                                |                                |
| 26 | The Real Folk blues (kōhen) (ザ・リアル・フォークブルース(後編))  | "The Real Folk Blues (Part 2)" ('Den riktiga folkbluesen (del 2)') | -                              | 1999-04-24                     |
| Spike träffar Julia, och tillsammans gör de upp planer på att fly från Syndikatet. Under flykten blir dock Julia dödad. Spike återvänder till Bebop för en matbit tillsammans med Jet och Faye, innan han ger sig av för att storma Röda Drakens högkvarter och en sista uppgörelse med Vicious (som mot alla odds tidigare lyckats överleva sin egen avrättning). Shin hjälper honom men dödas sedan, efter att han avslöjat att Vicious är den ende som nu står mellan Spike och ledningen av hela organisationen. Spike kämpar sig upp till högsta våningen i Röda Drakens skyskrapa, men han är svårt sårad. Därefter utkämpar han en strid med Vicious, där han blir än värre tilltygad. Striden avslutas med att Vicious dör efter ett skott i bröstet. Spike stapplar själv nedför trapporna, nu omgiven av syndikatmedlemmar, formar sin högerhand till en pistol och säger "Pang!" innan han faller ihop. |                                                                   |                                                                    |                                |                                |
| |                                                                   |                                                                    |                                |                                |
| XX | Yose atsume Blues (よせあつめブルース)                            | "Mish-Mash Blues" ('Blues i en röra')                              | 1998-06-26                     | -                              |
| På grund av mängden våld i både Cowboy Bebop och i den japanska skolan,[förklaring behövs] avbröts (tillfälligt) visningen av serien. Ett extra avsnitt tillverkades, som en säsongsavslutande episod 13. På engelska fick avsnittet, som aldrig distribuerats på DVD, namnet "Session XX: Mish-Mash Blues". Det innehåller en mängd scener från de tidigare avsnitten, och rollfigurerna ger en filosofisk kommentar till händelserna. Avsnittet avslutas med orden "Det här är inte slutet. Du kommer att en dag få se den riktiga Cowboy Bebop"! |                                                                   |                                                                    |                                |                                |
| |                                                                   |                                                                    |                                |                                |

Det var nära att Cowboy Bebop inte hade fått sändas alls på japansk TV, på grund av sina många och inträngande beskrivningar av våld. Serien skickades först till TV Tokyo, en av de största kanalerna för TV-sänd anime i Japan. Där sändes endast tolv (#2–3, 7–15 samt 18) av avsnitten – plus en resuméepisod – under en avbruten visningssäsong från 3 april till 26 juni 1998. Därefter avbröts visningen av serien med hänvisning till låga tittarsiffror. Senare under 1998 återupptogs visningen av serien på satellitkanalen WOWOW, där den från 24 oktober till 24 april året därpå visades i sin helhet. Hela Cowboy Bebop har också visats över hela Japan via animekanalen Animax, som separat sänt kanalen på sina separata satellitkanaler riktade mot Sydöstasien, Sydasien och Östasien.

## Relaterade produktioner

### Manga
Två mangaversioner av Cowboy Bebop har producerats, båda två publicerade i Kadokawa Shōtens tidning Asuka Fantasy DX. Den första serien, betitlad Cowboy Bebop: Shooting Star tidningspublicerades från oktobernumret 1997 (alltså innan animen haft premiär) till julinumret 1998. Mangan är skriven och tecknad av Cain Kuga. Den samlades 1998 ihop till två samlingsvolymer – den första i maj och den andra i september.
Den andra serien, enbart betitlad Cowboy Bebop, är skriven och tecknad av Yutaka Nanten. Den publicerades från novembernumret 1998 till marsnumret 2000. Mangan samlades därefter ihop till tre samlingsvolymer, de första två i april och oktober 1999 och den tredje i april 2000.

### Långfilm
Efter TV-seriens slut inleddes produktion av en animerad långfilm med namnet Cowboy Bebop – the Movie (japanska: Cowboy Bebop the Movie: Tengoku no tobira, 劇場版 カウボーイビバップ 天国の扉). Den hade japansk biopremiär i september 2001.